# Linkajaure
Linkajaure är en sjö i Gällivare kommun i Lappland och ingår i Kalixälvens huvudavrinningsområde. Sjön har en area på 0,259 kvadratkilometer och ligger 486 meter över havet.

## Delavrinningsområde
Linkajaure ingår i det delavrinningsområde (749537-170072) som SMHI kallar för Ovan VDRID = Akkaljoki i Kalixälvens vattendragsy*. Medelhöjden är 487 meter över havet och ytan är 64,1 kvadratkilometer. Räknas de 134 avrinningsområdena uppströms in blir den ackumulerade arean 2 455,93 kvadratkilometer. Avrinningsområdets utflöde Kalixälven (Kaitumälven) mynnar i havet. Avrinningsområdet består mestadels av skog (80 procent) och sankmarker (17 procent). Avrinningsområdet har 1,93 kvadratkilometer vattenytor vilket ger det en sjöprocent på 3 procent.